# Aléxandros Papadimitríou
Aléxandros Papadimitríou (grec moderne : Αλέξανδρος Παπαδημητρίου, né le 18 juin 1973 à Larissa) est un athlète grec, spécialiste du lancer du marteau.
Sa meilleure performance est de 80,45 m en juillet 2000 à Athènes, actuellement record de Grèce.

## Palmarès
| Date | Compétition                   | Lieu           | Résultat |
| ---- | ----------------------------- | -------------- | -------- |
| 1992 | Championnats du monde juniors | Séoul          | 6e       |
| 2000 | Jeux olympiques               | Sydney         | 12e      |
| 2001 | Jeux méditerranéens           | Radès, Tunisie | 2e       |
| 2002 | Championnats d'Europe         | Munich         | 3e       |
| 2003 | Championnats du monde         | Paris, France  | 8e       |
| 2005 | Jeux méditerranéens           | Almería        | 2e       |
| 2006 | Coupe du monde                | Athènes        | 5e       |
| 2009 | Jeux méditerranéens           | Pescara        | 3e       |